# Communauté d'agglomération du Gapençais
La communauté d'agglomération du Gapençais est une ancienne communauté d'agglomération française, située dans le département des Hautes-Alpes en région Provence-Alpes-Côte d'Azur.

## Histoire
La communauté d'agglomération a été créée le 1er janvier 2014 à la suite du schéma de coopération intercommunale de 2011, par réunion de Gap, jusqu'alors non membre d'un EPCI, avec deux communes issues de la communauté de communes de Tallard-Barcillonnette.
Lors de la première réunion du conseil communautaire, le 25 octobre 2013, Roger Didier, maire de Gap, est élu président.
Le schéma départemental de coopération intercommunale des Hautes-Alpes prévoyait d'abord le rattachement de la communauté de communes de Tallard-Barcillonnette à la communauté d'agglomération. Après consultation de la commission départementale de coopération intercommunale le 17 mars 2016, il a été décidé de rattacher deux communes du département limitrophe des Alpes-de-Haute-Provence : Claret et Curbans.
La nouvelle structure intercommunale porte le nom de « communauté d'agglomération Gap-Tallard-Durance » (arrêté préfectoral du 26 octobre 2016).

## Territoire communautaire

### Géographie
La communauté d'agglomération du Gapençais est située à l'ouest du département des Hautes-Alpes. Elle fait partie du bassin de vie de Gap, regroupant également quatre communautés de communes (Tallard-Barcillonnette, de la Vallée de l'Avance et du Pays de Serre-Ponçon, ainsi que Rabou et Manteyer issues de la communauté de communes Buëch Dévoluy), ainsi que du Pays Gapençais.

### Composition
La communauté d'agglomération contenait les communes de La Freissinouse, Gap et Pelleautier.

### Démographie
| 1968   | 1975   | 1982   | 1990   | 1999   | 2008   | 2013   |
| ------ | ------ | ------ | ------ | ------ | ------ | ------ |
| 25 005 | 28 687 | 31 331 | 34 187 | 37 109 | 39 640 | 41 625 |

## Administration

### Siège
La communauté d'agglomération siège à la mairie de Gap.

### Présidence
Le conseil communautaire du 11 avril 2014 a élu son président, Roger Didier (maire UDI de Gap et conseiller départemental du canton de Gap-4).
Il compte sept vice-présidents, ils sont élus par ce même conseil et reçoivent une délégation de fonctions.
| Numéro | Nom | Parti              | Mandats | Qualité                                                          |  |
| ------ | --- | ------------------ | ------- | ---------------------------------------------------------------- |  |
| 01     |     | Christian Hubaud   | UMP     | Maire de Pelleautier Conseiller départemental du canton de Gap-3 |  |
| 02     |     | Jean-Pierre Coyret |         | Maire de La Freissinouse                                         |  |
| 03     |     | Monique Para       |         | Conseillère municipale de Gap                                    |  |
| 04     |     | Séverine Rambaud   |         | Conseiller municipal de Pelleautier                              |  |
| 05     |     | Claude Fache       |         | Conseiller municipal de La Freissinouse                          |  |
| 06     |     | Claude Boutron     |         | Conseiller municipal de Gap                                      |  |
| 07     |     | Jérôme Mazet       |         | Conseiller municipal de Gap                                      |  |

### Compétences
L'intercommunalité exerce des compétences qui lui sont déléguées par les communes membres.
- Développement économique : création, aménagement, entretien et gestion de zones d'activité industrielle, commerciale, artisanale, tertiaire, touristique, portuaire ou aéroportuaire, actions de développement économique
- Aménagement de l'espace communautaire : schémas de cohérence territoriale et de secteur, organisation des transports urbains et scolaires
- Logement et habitat : politique du logement social et non social, opération programmée d'amélioration de l'habitat, droit de préemption urbain pour la mise en œuvre de la politique communautaire d'équilibre social de l'habitat
- Politique de la ville : dispositifs contractuels de développement urbain et local et d'insertion économique et sociale, plan local pour l'insertion et l'emploi, contrat urbain de cohésion sociale, rénovation urbaine
- Dispositifs locaux de prévention de la délinquance
- Environnement et cadre de vie : assainissement collectif et non collectif, collecte et traitement des déchets ménagers et assimilés

### Régime fiscal et budget
La communauté d'agglomération applique la fiscalité professionnelle unique.

### Source
- Base nationale sur l'intercommunalité